# Еберхард Лудвиг (Вюртемберг)
Еберхард IV Лудвиг фон Вюртемберг (на немски: Eberhard Ludwig von Württemberg; * 18 септември 1676, Щутгарт; † 31 октомври 1733, Лудвигсбург) от Дом Вюртемберг, е от 1693 до 1733 г. десетият херцог на Вюртемберг.

## Живот
Той е единственият син, третото дете, на херцог Вилхелм Лудвиг (1647 – 1677) и съпругата му Магдалена Сибила фон Хесен-Дармщат (1652 – 1712), дъщеря на ландграф Лудвиг VI фон Хесен-Дармщат.
След неочакваната ранна смърт на баща му през 1677 г. майка му Магдалена Сибила поема регентсвото на Вюртемберг. През 1693 г., на 16-годишна възраст, Еберхард Лудвиг поема престола. През това време събитията в двора определя чичо му Фридрих Карл фон Вюртемберг-Винентал. Младият херцог не показва интерес към управлението. Той предпочита ловуването.
Еберхард Лудвиг се жени на 16 май 1697 г. за Йохана Елизабет (* 3 октомври 1680, † 2 юли 1757), дъщеря на маркграф Фридрих VII Магнус фон Баден-Дурлах (1647 – 1709) и Августа Мария фон Шлезвиг-Холщайн-Готорп. От брака им се ражда един син.
Следващите години Еберхард Лудвиг прави военна кариера. През 1704 г. е номиниран за главнокомандващ на Рейнската войска. През 1707 г. е фелдмаршал на швабските войски във Войната за испанското наследство.
Малко преди 1700 г. Еберхард Лудвиг посещава крал Луи XIV във Версай. През 1704 г. той започва строежа на двореца резиденция в Лудвигсбург, от който се появява град Лудвигсбург. От 1711 г. Еберхард Лудвиг е повече там заедно с дългогодишната си метресата си Вилхелмина фон Гревениц, с която е женен от 1707 г. и трябва по настояване на императора да прекрати този морганатичен брак. Еберхард Лудвиг последва Вилхелмина фон Гревениц в Швейцария и остава там до 1710 г. През 1718 г. те местят заедно резиденцията си от Щутгарт на Лудвигсбург. Съпругата му остава в двореца на Щутгарт.
Той умира на 31 октомври 1733 г. от инсулт и не оставя наследник. Единственият му син умира през 1731 г. Тронът на Вюртемберг отива на католическия му братовчед Карл Александер (1684 – 1737), от страничната линия Вюртемберг-Винентал.

## Деца
- Фридрих Лудвиг (1698 – 1731); женен от 1716 г. в Берлин за Хенриета Мария фон Бранденбург-Швет (1702 – 1782).